# Isabel May
Isabel May (Santa Monica, 21 novembre 2000) è un'attrice statunitense.

## Carriera
Nasce a Santa Monica, in California, nel 2000. Sin da giovanissima, genitori e insegnanti la incitano a studiare recitazione.
Nel 2018 viene scelta per il ruolo di Katie Cooper nella serie TV Alexa & Katie. In seguito recita in altri film e serie tv, quali Young Sheldon, in cui appare in 9 episodi, e 1883, dove è protagonista e narratrice. Nel 2019 interpreta il film Let's Scare Julie di Jud Cremata.
Nel 2020 impersona Zoe Hull in Run Hide Fight - Sotto assedio di Kyle Rankin.

## Filmografia

### Cinema
- Age of Summer, regia di Bill Kiely (2018)
- Let's Scare Julie, regia di Jud Cremata (2019)
- Run Hide Fight - Sotto assedio (Run Hide Fight), regia di Kyle Rankin (2020)
- I Want You Back, regia di Jason Orley (2022)
- The Moon & Back, regia di Leah Bleich (2022)

### Televisione
- Alexa & Katie – serie TV, 39 episodi (2018-2020)
- Young Sheldon – serie TV, 9 episodi (2018-2020)
- 1883, regia di Taylor Sheridan – miniserie TV (2021-2022)
- 1923 – serie TV, 12 episodi (2022-2025) - voce narrante
- Masters of the Air – miniserie TV, puntata 1 (2024)
- Yellowstone – serie TV, episodio 5x14 (2024)

## Doppiatrici italiane
Nelle versioni in italiano delle opere in cui ha recitato, Isabel May è stata doppiata da:
- Ludovica Bebi in 1883, 1923, Yellowstone
- Emanuela Ionica in Alexa & Katie, I Want You Back
- Margherita De Risi in Young Sheldon
- Jessica Bologna in Run Hide Fight - Sotto assedio